# 1754 a tudományban
Az 1754. év a tudományban és a technikában.

## Díjak
- Copley-érem: William Lewis

## Születések
- március 15. - Archibald Menzies botanikus († 1842)
- június 4. - Franz Xaver von Zach csillagász († 1832)
- augusztus 21. - William Murdoch feltaláló († 1839)
- szeptember 26. - Joseph Proust kémikus († 1826)

## Halálozások
- április 9. - Christian Wolff filozófus, matematikus (* 1679)
- november 27. - Abraham de Moivre matematikus (* 1667)